# Байцзо
Байцзо (кит. трад. 白左, пиньинь báizuǒ, буквально: «белые левые») — уничижительное политическое определение на китайском языке, обозначающее западные либеральные движения. Определение также связано с другим китайским определением — Шэнму (кит. трад. 圣母, 聖母, пиньинь shèngmǔ, буквально: «святая мать») — саркастической отсылкой к людям, продвигающим политические взгляды, руководствуясь эмоциями или лицемерным проявлением самоотверженности и сочувствия.
Впервые данное определение было использовано в статье 2010 года, опубликованной на сайте Renren в статье «Поддельная мораль западных белых левых и китайских учёных-патриотов» (кит. трад. 西方 白 左 和 中国 爱国 科学家 的 伪 道德). В дальнейшем данный термин почти никогда не использовался до 2015 года.
Массовую популярность термин приобрёл в 2016 году, во время президентских выборов в США и сначала использовался представителями китайской диаспоры в США на электронной доске объявлений MIT BBS. Термин «Байцзо» использовался там для критики политики Демократической партии, которая часто указывала на то, что готова защищать права этнических меньшинств, под которыми, однако, они подразумевали, как правило, афроамериканцев или латиноамериканцев, но не азиатов.
После окончания президентских выборов данный термин приобрёл более широкое значение и стал использоваться китайцами в отношении двойных стандартов, применяемых в западных средствах массовой информации, а также в отношении терпимого отношения левых активистов к проявлениям исламизма (см. регрессивные левые). Для китайцев данный вопрос приобретает особый интерес на фоне достаточно сильных исламофобских настроений, которые оказывают влияние на современную политику Китая в отношении китайских мусульман. Негативное отношение подогревается и китайскими СМИ, склонными в целом подвергать критике западные СМИ, а также пришедшие с Запада либеральные ценности.
Определение «Байцзо» также используется молодыми китайцами в контексте того, что для китайца достаточно сложно получить вид на жительство в Европе и США, равно как и получить место в западном университете. Китайцу, всё-таки попавшему в страну западного мира, приходится много работать и усердно учиться, чтобы сохранить вид на жительство. Одновременно эти же страны впускают к себе беженцев и позволяют оставаться им безработными, выплачивая социальные пособия. Это заставляет китайцев чувствовать себя ущемлёнными.
Термин с 2017 года также стал использоваться провластными китайскими консерваторами и националистами в адрес китайцев, продвигающих в интернете ценности демократии и свободы слова, а также критикующих нынешнюю китайскую власть.